# Helene Schneiderman
 (mars 2012).
Si vous disposez d'ouvrages ou d'articles de référence ou si vous connaissez des sites web de qualité traitant du thème abordé ici, merci de compléter l'article en donnant les références utiles à sa vérifiabilité et en les liant à la section « Notes et références ».
Pour les articles homonymes, voir Schneidermann.
Helene Schneiderman est une mezzo-soprano américaine née en 1954 à Flemington dans le New Jersey.